# 새롬초등학교
새롬초등학교는 대한민국 세종특별자치시에 있는 공립 초등학교이다. 2017년 3월 1일에 개교하였다.

## 연혁
- 2017년 3월 1일 : 개교